# Bruno Fabiano Alves
Bruno Fabiano Alves (* 16. April 1991 in Jacareí) ist ein brasilianischer Fußballspieler. Der meist mit dem rechten Fuß spielende wird in der Innenverteidigung eingesetzt.

## Karriere
Bruno Alves startete seine Laufbahn u. a. in der Jugendmannschaft des Figueirense FC in Florianópolis. Hier schaffte er 2011 auch den Sprung in den Profikader, bekam aber noch keine Einsätze. Im Sommer desselben Jahres ging Bruno Alves auf Leihbasis nach Portugal in die Segunda Liga zum Ribeirão 1968 FC. Mit nur acht Spielen im Gepäck ging es zur Winterpause 2011/12 wieder zurück nach Brasilien. Hier schlossen sich weitere Leihgeschäfte an unterklassige Klubs an. Aber nur beim CRA Catalano kam der Spieler zu Einsätzen im Ligabetrieb.
Ab der Saison 2014 startete Bruno Alves wieder für seinen Stammverein, ab der Saison 2015 kam er zu regelmäßigen Einsätzen. Im Dezember 2015 verlängert Alves seinen Vertrag bei Figueirense bis Dezember 2018. Ende Juli 2017 wechselte Alves zum FC São Paulo. Zur Saison 2022 wurde Alves an den Grêmio FBPA ausgeliehen. Die Leihe wurde bis Juni 2023 befristet und bedeutete für den Spieler einen sportlichen Abstieg in die zweite brasilianische Liga. In der Série B 2022 erreichte Grêmio den zweiten Platz und die Rückkehr in die Série A. Bruno Alves bestritt dabei 34 von 38 möglichen Spielen (ein Tor). Nachdem der Kontrakt mit São Paulo und somit auch der Vertrag mit Grêmio Ende Juni 2023 ausliefen, erhielt der Spieler einen neuen Kontrakt bei Grêmio bis Ende des Jahres. In der Série A 2023 gelang ihm mit dem Klub die Vizemeisterschaft (29 von 38 Spielen, kein Tor).
Zur Saison 2024 wechselte Bruno Alves zum Cuiabá EC. Mit dem Klub belegte er den letzten Platz in der Série A 2024.

## Erfolge
Figueirense
- Staatsmeisterschaft von Santa Catarina: 2015

São Paulo
- Staatsmeisterschaft von São Paulo: 2021

Grêmio FBPA
- Staatsmeisterschaft von Rio Grande do Sul: 2022